# Bem Casados (filme)
Bem Casados é um filme de comédia brasileiro de 2015 dirigido por Aluizio Abranches e estrelado por Alexandre Borges (Heitor), um fotógrafo de casamentos, que conhece a amante do noivo (Penélope), interpretada por Camila Morgado, uma mulher independente e sensual que se encontra desesperada para impedir o casamento.

## Elenco
- Alexandre Borges como Heitor
- Camila Morgado como Penélope
- Bianca Comparato como Alice
- Fernando São Thiago como Fernando
- Christine Fernandes como Laura
- Luíza Mariani como Bruninha
- Rosi Campos como Suely
- Letícia Lima como Lili
- Augusto Madeira como Padre Luiz
- João Gabriel Vasconcellos como Jaquinho
- Ingra Liberato como cerimonialista
- Carlo Briani como senador Reinaldo
- Xuxa Lopes como mãe de Bruninha
- Cora Zobaram como mãe de Suely